# Paralimnus suavis
Paralimnus suavis är en insektsart som beskrevs av Alexander Fyodorovich Emeljanov 1972. Paralimnus suavis ingår i släktet Paralimnus och familjen dvärgstritar. Inga underarter finns listade i Catalogue of Life.